# Ионизация при атмосферном давлении

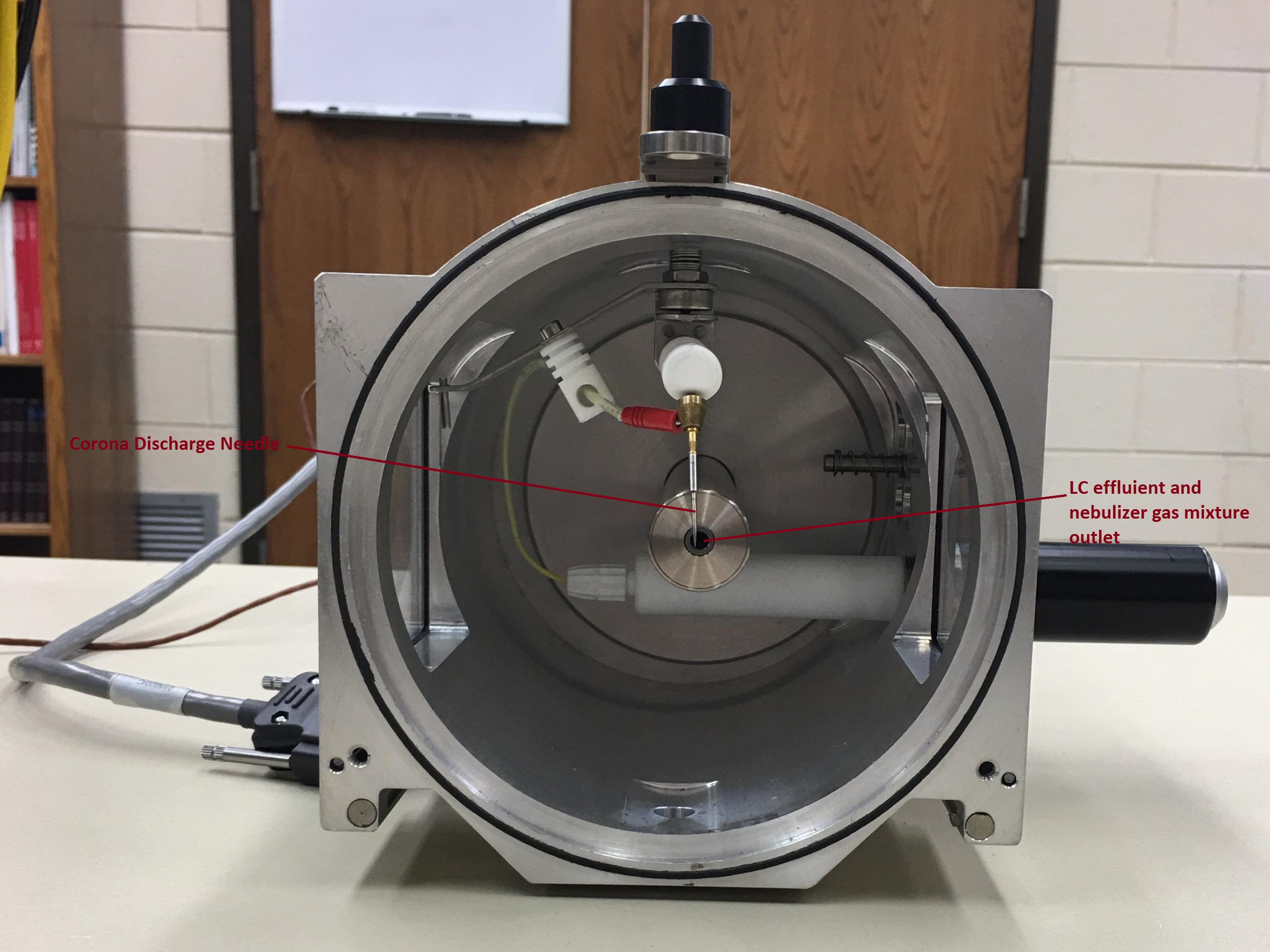
Фотография поперечного сечения камеры химической ионизации при атмосферном давлении

Ионизация при атмосферном давлении (англ. Atmospheric Pressure Ionization, API) — метод ионизации веществ из жидкой фазы в масс-спектрометрии.
Подразделяется на:
- электроспрей[1]
- химическую ионизацию при атмосферном давлении
- фотоионизацию при атмосферном давлении.

Масс-спектрометры оборудованные данными ионными источниками требуют мощную систему откачки, чтобы удалять газ, постоянно поступающий из источника ионов в масс-анализатор.
Примером использования ионизации при атмосферном давлении может служить ионно-дрейфовый детектор «Кербер-Т».